# Humberto Maffei
Humberto Ernesto Maffei (nacido el 8 de junio de 1920 en Arroyo Seco - ?) fue un futbolista argentino. Se desempeñaba como delantero y debutó profesionalmente en Rosario Central. Fue hermano de Aníbal y Enrique.

## Carrera
Su debut en la primera canalla se produjo el 8 de enero de 1938, cuando Central cayó 0-5 ante River Plate por la Copa Ibarguren; a pesar de la derrota, la actuación del joven Maffei produjo buena impresión en los dirigentes millonarios, que lo contratarían al año siguiente. Ese mismo año, el último de Central antes de pasar a jugar en los torneos de Primera División de AFA, se coronó campeón del Torneo Molinas.
En 1939 pasó a River Plate, donde su debut fue inmejorable, ya que le convirtió dos goles a Platense en la victoria de su equipo 4-1, sucedida el 4 de junio. Sin embargo, no encontró lugar en el once titular y a mediados de año fue cedido a Atlanta, donde se mantuvo hasta 1941 cuando volvió a River, pero fue dado a préstamo rápidamente a Unión de Santa Fe para que dispute algunos partidos.
Retornó a Rosario Central en 1942, participando de la reconquista de la categoría para el canalla, obteniendo el torneo de Segunda División. Maffei aportó 3 goles en la campaña, uno a El Porvenir y dos a All Boys.

## Clubes
| Club            | País      | Año       |
| --------------- | --------- | --------- |
| Rosario Central | Argentina | 1938      |
| River Plate     | Argentina | 1939      |
| Atlanta         | Argentina | 1939-1941 |
| Rosario Central | Argentina | 1942      |

## Palmarés

### Torneos nacionales oficiales
| Equipo          | País      | Título           | Año  |
| --------------- | --------- | ---------------- | ---- |
| Rosario Central | Argentina | Segunda División | 1942 |

### Torneos regionales oficiales
| Equipo          | País      | Título         | Año  |
| --------------- | --------- | -------------- | ---- |
| Rosario Central | Argentina | Torneo Molinas | 1938 |